# 창녕공설운동장
창녕공설운동장(宜寧公設運動場, Changnyeong Public Stadium)은 대한민국 경상남도 창녕군에 있는 스포츠 시설이다. 인조잔디 필드와 우레탄 트랙이 갖춰진 경기장이며, 1995년 8월에 준공되었다.

## 참고 문헌
- “창녕공설운동장”. 창녕군시설관리공단.
- 〈창녕공설운동장〉. 《두피디아》. 두산.
- 《2023 전국 공공체육시설 현황 (2022년 12월말 기준)》. 대한민국 문화체육관광부. 2024.